# Sameraria
Sameraria es un género de plantas fanerógamas perteneciente a la familia Brassicaceae. Comprende 22 especies descritas y de estas, solo 9 aceptadas.
En GRIN lo consideran un probable sinónimo del género Isatis

## Descripción
Muy similar al género Isatis L. en hábito, hojas, inflorescencias y flores pero con las silicuas con un estilo corto y distinto. Silicuas generalmente ovadas o suborbiculares, comprimidas lateralmente con anchas alas veteadas gruesas y un corto estilo distinto, persistente; lóculo ± ovoide, indehiscente, sin un tabique, con una sola semilla.

## Taxonomía
El género fue descrito por Nicaise Augustin Desvaux y publicado en J. Bot. Agric. 3: 161. 1814. La especie tipo es: Dicrocaulon pearsonii N.E. Br.  

## Especies aceptadas
A continuación se brinda un listado de las especies del género Sameraria aceptadas hasta octubre de 2014, ordenadas alfabéticamente. Para cada una se indica el nombre binomial seguido del autor, abreviado según las convenciones y usos.	
- Sameraria armena (L.) Desv.
- Sameraria boissierana Nabiev
- Sameraria bullata B. Fedtsch.
- Sameraria elegans Boiss.
- Sameraria glastifolia Boiss.
- Sameraria nummularia Bornm.
- Sameraria odontogera Bordz.
- Sameraria stylophora Boiss.